# (9244) Višnjan
(9244) Višnjan es un asteroide perteneciente al cinturón de asteroides, descubierto el 21 de abril de 1998 por Korado Korlević y Petar Radom desde el Observatorio de Višnjan, Zvjezdarnica Višnjan, Croacia.

## Designación y nombre
Designado provisionalmente como 1998 HV7. Fue nombrado por Višnjan, una pequeña y pintoresca ciudad medieval situada en el borde occidental de las tierras altas de la península de Istria. Visnjan es conocida por la excelente calidad de su aceite de oliva y sus vinos, y es el lugar donde se encuentra el observatorio donde se descubrió este planeta menor.

## Características orbitales
Višnjan está situado a una distancia media del Sol de 2,930 ua, pudiendo alejarse hasta 3,161 ua y acercarse hasta 2,699 ua. Su excentricidad es 0,079 y la inclinación orbital 0,992 grados. Emplea 1831,94 días en completar una órbita alrededor del Sol.
Pertenece a la familia de asteroides de (158) Koronis.

## Características físicas
La magnitud absoluta de Višnjan es 13,46. Tiene 6,396 km de diámetro y su albedo se estima en 0,248.